# Каїнсай
Каїнса́й (рос. Каинсай) — село у складі Адамовського району Оренбурзької області, Росія.

## Населення
Населення — 111 осіб (2010; 269 у 2002).
Національний склад (станом на 2002 рік):
- казахи — 77 %